# Cerro Manastara
El Cerro Manastara es una formación de montaña, una de las de mayor elevación de la Serranía de Perijá y la montaña más alta del Zulia, Venezuela. Sus referencias de altitud varían entre 3.049 m s. n. m. y 3.060 m s. n. m. haciendo del Cerro Manastara una de las montañas más altas en Venezuela. El Cerro Manastara está a poca distancia de la frontera oeste de Venezuela con Colombia.

## Etimología
El nombre de Manastara viene de uno de los dialectos de los motilones, ancestros del pueblo yukpa que habitaban en la serranía de Perijá.